# 燕岩
燕岩是位于中國廣東省肇慶市怀集县西南面的桥头镇的风景区，距县城46公里。桥头镇周边遍布喀斯特地貌的石灰岩，石灰岩山中有很多体积很大的岩洞，其中著名的有燕岩、花岩、风洞等。燕岩是这些岩洞中面积最大的，洞高66米，宽40米，深900米，面积2800平方米，并有一条地下河贯穿洞中。岩洞中有无数的金丝燕在岩洞高处筑巢繁衍生息，故得名。历来当地居民有胆大技高者借助竹子、麻绳、铁丝等简单工具攀岩以采集金丝燕窝，
每年阴历六月初六是当地著名的燕子节，当地居民有在当天举行祭典仪式的传统以保佑采燕人的安全，远近游人客商也会在这一天汇聚桥头镇观看采燕人惊心动魄的现场采燕节目并进行燕窝交易。不过近年来由于金丝燕已列入国家保护动物，怀集县政府已明令禁止采集燕窝，而以举办一年一度的国际攀岩大赛取而代之。